# ジョン・エリック・シドニー・トンプソン
サー・ジョン・エリック・シドニー・トンプソン（John Eric Sidney Thompson、1898年12月31日 - 1975年9月9日）は、イギリスの考古学者、民族歴史学者、碑文研究家。アメリカ合衆国に在住している間、彼はマヤ文明の研究、中でも1960年代までのマヤ文字の研究の第一人者だった。教職にはつかなかったが、カーネギー研究所で長年マヤ文明を研究し、代表的なマヤ学者だった。しかし、自分と異なる意見に対しては攻撃的であった。トンプソンのマヤ研究に対する評価は功罪半ばする。

## 略歴
トンプソンは1898年12月31日、イングランド王立外科医師会の著名な外科医である父ジョージ・トンプソン（George Thompson）の子として、イギリスの首都ロンドンで生まれた。彼はロンドンのハーレイ・ストリートにある実家で育った。14歳の頃には、独立教育を受けるためウィンチェスター・カレッジに進学した。
第一次世界大戦初頭の1915年、トンプソンはニール・ウィンスローという仮名を用い、未成年でのイギリス陸軍への入隊を試みた。そして晴れて入隊するも、負傷して治療のために帰宅した。しかし終戦まではコールドストリームガーズでの軍務を続け、士官階級としての役目を全うした。
戦後の1918年には、トンプソンはガウチョとして働くためにアルゼンチンに移住し、そこで4年間を過ごした。その後彼が1920年代初めにイギリスに戻ったとき、トンプソンはアルゼンチンでの生活についての、彼にとって最初の記事を出版した。
トンプソンは最初は医療や政治関連のキャリアを選ぶことを検討したが、後の1920年にはケンブリッジ大学に入学し、フィッツウィリアム・カレッジでアルフレッド・コート・ハードンのもとで人類学を研究することとなった。またその間、アメリカ合衆国カーネギー研究所のシルヴェイナス・モーリーの本でマヤ文字を独学で習得した。1925年に学士号を修了したトンプソンはモーリーに手紙を書き、カーネギー研究所に採用された。
翌年、フィールド自然史博物館に雇われてホンジュラスを調査するかたわら、現地のハシント・クニルに現代マヤ語を学んだ。1936年からカーネギー研究所のマヤ研究部門に雇われた。
1958年にカーネギー研究所のマヤ研究部門は解体され、トンプソンはイギリスに戻ってエセックスに住んだ。
1966年トーマス・ハックスリー記念賞受賞。1975年に大英帝国勲章のナイト・コマンダーを授けられた。同年、客員講師としてボリビアを訪れたが、高山病をわずらい、帰国後まもなく死亡した。

## 主要な業績
1905年、ジョゼフ・グッドマンはマヤ長期暦と西洋の暦の対応を示した。この説は批判されてしばらく忘れられていたが、1926年にフアン・マルティネス・エルナンデスが復活させた。エリック・トンプソンは基本的にグッドマンの説を正しいものと認め、日付を3日だけ修正した。この対応はグッドマン、マルティネス、トンプソンの3人の頭文字を取ってGMT対照法と呼ばれ、現在の定説となっている。また、日付を前に向かって数えるか後ろに向かって数えるかを決定する記号を発見した。
トンプソンはチチェン・イッツァの戦士の神殿を復元した。
マヤ文字に関する代表的な著書に1950年の『マヤ神聖文字入門』がある。
1962年の『マヤ神聖文字カタログ』では862字（ただしわずかな異形も分けているので、実際の数はもっと少なくなる）を網羅しており、マヤ文字の集大成として、マヤ文字の研究者は典拠を示すためにトンプソン番号を使用している。

## 主要な著書
- The Civilization of the Mayas. Field Museum of Natural History. (1927)
- Maya Hieroglyphic Writing: Introduction. Carnegie Institution of Washington. (1950)（『マヤ神聖文字入門』、1971年に第3版）
- The Rise and Fall of Maya Civilization. University of Oklahoma Press. (1954)
  - 日本語訳：青山和夫 訳『マヤ文明の興亡』新評論、2008年。ISBN 9784794807847。
- Catalog of Maya Hieroglyphs. University of Oklahoma Press. (1962)（『マヤ神聖文字カタログ』）
- Maya History and Religion. University of Oklahoma Press. (1970)

## 批判
マイケル・D・コウによると、トンプソンが業績を残したのはマヤ暦とマヤ古代の神についてに限られた。マヤ文字については、『マヤ神聖文字入門』の中で助数詞や前置詞を表す記号を指摘しているにもかかわらず、マヤ文字を言語をあらわすものとは考えなかった。表音説を取ったベンジャミン・ウォーフやユーリー・クノロゾフの説をトンプソンは攻撃した。現在では表音説が正しいと考えられているが、トンプソンのカリスマが強すぎたことと、マヤ研究者の中に言語学の専門家がいなかったために、その生前はなかなか表音説が受け入れられなかった。
表音説以外にも、1970年代に発見されたグローリア・コデックスを贋作とするなどの無理な説を唱え、他の学者にも影響を与えた。